# Baridinae
Baridinae Schönherr, 1836 è una sottofamiglia di coleotteri appartenente alla famiglia Curculionidae.

## Tassonomia
Comprende le seguenti tribù e sottotribù:
- tribù Ambatini Lacordaire, 1863
- tribù Anopsilini Bondar, 1942
- tribù Apostasimerini Schönherr, 1844
  - sottotribù Apostasimerina Schönherr, 1844
  - sottotribù Madopterina Lacordaire, 1865
  - sottotribù Thaliabaridina Bondar, 1943
  - sottotribù Torcina Bondar, 1943
  - sottotribù Zygobaridina Pierce, 1907
- tribù Baridini Schönherr, 1836
  - sottotribù Baridina Schönherr, 1836
  - sottotribù Coelonertina Casey, 1922
  - sottotribù Coleomerina Casey, 1922
  - sottotribù Diorymerina Jekel, 1865
  - sottotribù Eurhinina Lacordaire, 1865
- tribù Madarini Jekel, 1865
  - sottotribù Barymerina Lacordaire, 1865
  - sottotribù Eutoxina Champion, 1908
  - sottotribù Leptoschoinina Lacordaire, 1865
  - sottotribù Madarina Jekel, 1865
  - sottotribù Tonesiina Alonso-Zarazaga and Lyal, 1999
- tribù Neosharpiini Hoffmann, 1956
- tribù Nertinini Voss, 1954
- tribù Optatini Champion, 1907
- tribù Pantotelini Lacordaire, 1865
  - sottotribù Cyrionychina Casey, 1922
  - sottotribù Pantotelina Lacordaire, 1865
- tribù Peridinetini Lacordaire, 1865